# Juma Mkambi
Juma Mkambi (ur. 1955 – zm. 21 listopada 2010) – tanzański piłkarz grający na pozycji defensywnego pomocnika. W swojej karierze grał w reprezentacji Tanzanii.

## Kariera klubowa
W swojej karierze piłkarskiej Mkambi grał w klubach Nyota Africa FC, Young Africans SC i Super Star FC. W latach 1981 i 1983 wywalczył z Young Africans dwa mistrzostwa Tanzanii.

## Kariera reprezentacyjna
W reprezentacji Tanzanii Mkambi zadebiutował w 1979 roku. W 1980 roku powołano go do kadry na Puchar Narodów Afryki 1980. Na tym turnieju rozegrał dwa mecze grupowe: z Nigerią (1:3), w którym strzelił gola, i z Egiptem (1:2). W kadrze narodowej grał do 1981 roku.